# Namngivningsnämnd
Namngivningsnämnd är en i vissa svenska kommuner, som Uppsala, förekommande beteckning för kommunal nämnd med uppgift att namnge nya gator, torg och andra ställen på allmän plats. I Stockholm sköts denna uppgift av Stadsbyggnadsnämndens namnberedning.

### Fotnoter
1. ↑  ”Namngivningsnämnden”. Uppsala kommun. Arkiverad från originalet den 25 augusti 2014. https://web.archive.org/web/20140825153144/http://www.uppsala.se/sv/Kommunpolitik/Kommunens-organisation/Namnder/Namngivningsnamnden/. Läst 22 augusti 2014.
2. ↑  ”Namnsättning”. Stockholms kommun. http://www.stockholm.se/ByggBo/Kartor-och-lantmateri/Namnsattning/. Läst 22 augusti 2014.